# Carstairs House

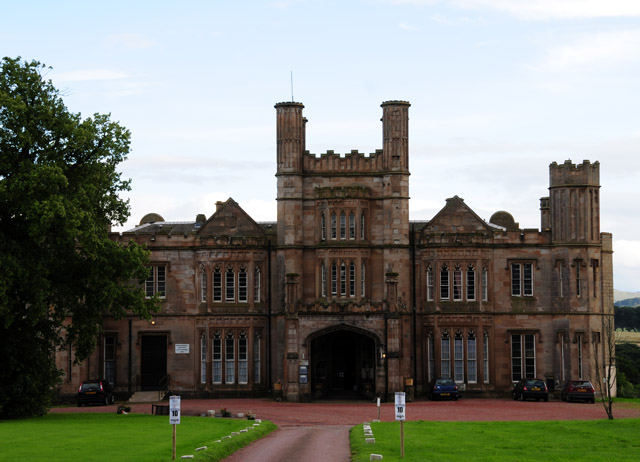
Carstairs House

Carstairs House, auch Monteith House, ist ein Herrenhaus in Schottland. Es liegt nahe der Ortschaft Carstairs in der Council Area South Lanarkshire. 1971 wurde das Bauwerk in die schottischen Denkmallisten in der höchsten Kategorie A aufgenommen. Des Weiteren sind verschiedene Außengebäude als Denkmäler der Kategorien B klassifiziert.

## Beschreibung
Carstairs House steht isoliert rund 1,5 km südlich von Carstairs. Im Süden grenzt das Anwesen an den Clyde. Es wurde zwischen 1821 und 1823 für den schottischen Politiker und ehemaligen Lord Provost von Glasgow Henry Montheith erbaut, der auch in dem Hause verstarb. Den Entwurf im tudorgotischen Stil lieferte der schottische Architekt William Burn.

## Außengebäude
In den umgebenden Parkanlagen findet sich ein Mausoleum. Es wurde 1784 erbaut und ist somit älter als Carstairs House. Der Kuppelbau trägt die Inschrift „Sibi et Suis extrui curavit cruilielmus Fullerton de carestairs AD 1784“. Die die nördliche Zufahrt zu Carstairs House flankierende Lodge ist analog dem Herrenhaus tudorgotisch ausgestaltet. Der ehemalige Gutshof wurde 1825 nach einem Entwurf von Burn erbaut. Ursprünglich bestand er aus vier Gebäuden, die einen quadratischen Innenhof umgaben. Vorgelagert war das Bauernhaus. Das westliche Gebäude wurde zwischenzeitlich abgebrochen.